# Spichrz w Posadowicach
Spichrz w Posadowicach – XIX-wieczny klasycystyczny dawny spichlerz w miejscowości Posadowice, w gminie Bierutów. Znajduje się w sąsiedztwie Pałacu w Posadowicach i kościoła Bożego Ciała